# Sierra de Toranzos
Sierra de Toranzos är ett berg i Spanien.   Det ligger i provinsen Provincia de Soria och regionen Kastilien och Leon, i den nordöstra delen av landet, 210 km nordost om huvudstaden Madrid. Toppen på Sierra de Toranzos är 1 542 meter över havet.
Terrängen runt Sierra de Toranzos är varierad.Runt Sierra de Toranzos är det mycket glesbefolkat, med 2 invånare per kvadratkilometer. Närmaste större samhälle är Olvega, 8,8 km nordväst om Sierra de Toranzos. Trakten runt Sierra de Toranzos består i huvudsak av gräsmarker.